# Teresa Leitão
Maria Teresa Leitão de Melo (Recife, 7 de outubro de 1951), é uma professora, pedagoga, sindicalista e política brasileira. Filiada ao Partido dos Trabalhadores (PT), foi deputada estadual e atualmente é senadora da República pelo estado de Pernambuco.

## Biografia
Formada em Pedagogia pela Universidade Católica de Pernambuco, em 1975, iniciou sua carreira profissional na rede estadual de ensino. Ingressou no movimento sindical em 1984 como diretora da Associação dos Orientadores Educacionais de Pernambuco (AOEPE). Em 1993, foi eleita presidente do Sindicato dos Trabalhadores em Educação de Pernambuco (Sintepe).
Filiada ao PT desde 2000, foi eleita em 2002 à Assembleia Legislativa de Pernambuco com 23 mil votos. Sendo reeleita em 2006 com 37 mil votos, 2010 com 39 mil, 2014 com 38 mil e em 2018 com 31 mil votos. Na Assembleia, presidiu a Comissão de Educação e Cultura da casa.
Nas eleições de 2022, foi eleita senadora por Pernambuco, tornando-se a primeira mulher da história a representar o estado no Senado Federal.

## Desempenho eleitoral
| Ano  | Eleição                 | Partido | Cargo             | Votos     | %      | Resultado  | Ref    |
| ---- | ----------------------- | ------- | ----------------- | --------- | ------ | ---------- | ------ |
| 2002 | Estaduais de Pernambuco | PT      | Deputada Estadual | 23.104    | 0,71%  | Eleita     | [ 5 ]  |
| 2006 | Estaduais de Pernambuco | PT      | Deputada Estadual | 37.405    | 1,01%  | Eleita     | [ 6 ]  |
| 2010 | Estaduais de Pernambuco | PT      | Deputada Estadual | 39.445    | 0,97%  | Eleita     | [ 7 ]  |
| 2014 | Estaduais de Pernambuco | PT      | Deputada Estadual | 38.770    | 0,92%  | Eleita     | [ 8 ]  |
| 2016 | Municipal de Olinda     | PT      | Prefeita          | 11.800    | 5,94%  | Não Eleita | [ 9 ]  |
| 2018 | Estaduais de Pernambuco | PT      | Deputada Estadual | 31.530    | 0,76%  | Eleita     | [ 10 ] |
| 2022 | Estaduais de Pernambuco | PT      | Senadora          | 2.061.276 | 46,12% | Eleita     | [ 11 ] |